# Karl-Marx-Allee
Pour les articles homonymes, voir KMA.
La Karl-Marx-Allee (KMA, à l'origine Große Frankfurter Straße jusqu'en 1949, puis Stalinallee jusqu'en 1961) est une avenue de Berlin en Allemagne.

## Situation et accès
Longue de plus de 2,6 kilomètres, c'est la plus grande artère du pays. Elle se compose de deux segments rectilignes non alignés l'un par rapport à l'autre, menant successivement d'ouest en est : de l'Alexanderplatz à la Strausberger Platz, puis de la Strausberger Platz à Frankfurter Tor. Au-delà de son extrémité orientale, elle est prolongée par la Frankfurter Allee.
L'avenue, large de 89 mètres, se compose de huit voies de circulation séparées par un important terre-plein central, le tout encadré par de larges trottoirs.
L'artère est parcourue par la ligne 5 du métro qui la dessert à l'aide de cinq stations : Alexanderplatz, Schillingstraße, Strausberger Platz, Weberwiese et Frankfurter Tor.

## Origine du nom
La voie est nommée d'après Karl Marx (1818-1883)  théoricien de la révolution, socialiste et communiste prussien. 

## Historique

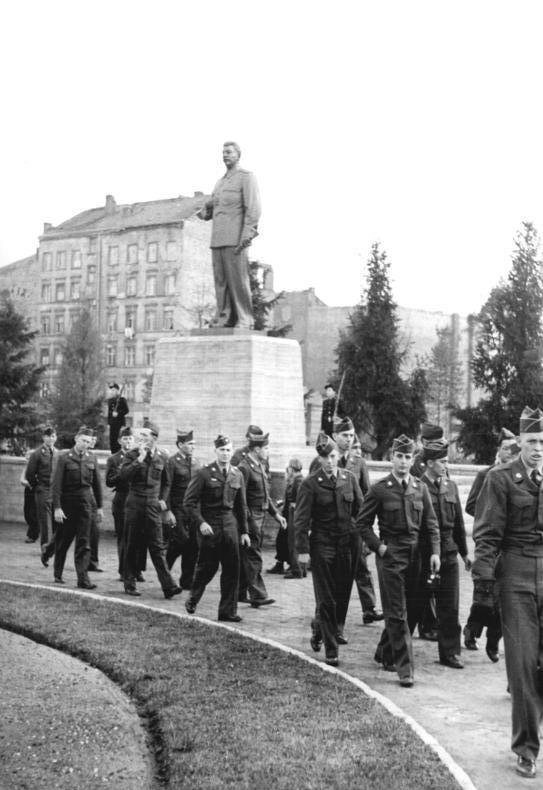
Stalinallee en 1951.

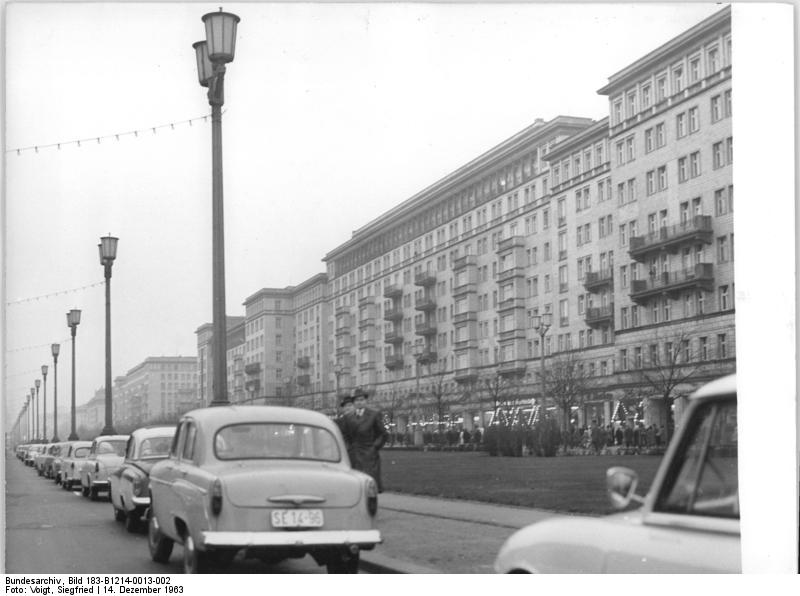
Karl-Marx-Allee en 1963.

En 1701 déjà, cette route de grande communication dans la capitale prussienne est nommée Frankfurter Straße (« rue de Francfort »). Avant sa dénomination actuelle, l'avenue s'est successivement appelée Frankfurter Chaussee, Große Frankfurter Straße, puis Frankfurter Allee car l'artère permettait de gagner Francfort-sur-l’Oder. Au temps de la révolution de Mars en 1848 ainsi que pendant la révolution allemande de 1918-1919, des barrages routiers ont été érigés à cet endroit.
Complètement détruite après guerre, cette voie située dès 1945 dans le secteur d'occupation soviétique qui allait devenir Berlin-Est, est vite devenue un symbole de cette partie de la ville. Entre le 21 décembre 1949 et le 13 novembre 1961, l'artère sera baptisée Stalinallee. Le régime communiste, qui régna en République démocratique allemande (RDA) jusqu'en 1990, y faisait défiler son armée chaque année.
Ce fut un des seuls quartiers de Berlin-Est à être correctement reconstruits dans le style stalinien pour accueillir les membres dirigeants du Parti socialiste unifié d'Allemagne (SED). Près de 45 000 ouvriers bénévoles participeront au chantier de reconstruction de la Karl-Marx Allee à partir de février 1952. Et dès janvier 1953, les 70 premiers locataires s’installent dans les nouveaux immeubles.
Le 17 juin 1953, la première grande manifestation des ouvriers de Berlin-Est sur la KMA a été fortement réprimée par le régime. La Straße des 17. Juni, à Berlin-Ouest, commémore cette répression.
L'architecture constitue un exemple typique du style en vigueur dans les pays du bloc soviétique, de la fontaine de la Strausberger Platz aux deux tours de la Frankfurter Tor, en passant par le gymnase Deutsche Sporthalle, détruit en 1972, devant lequel se dresse, de 1951 à 1961, une statue de Joseph Staline. Sur environ un kilomètre, les immeubles se présentent de manière brute et massive. Ils disposent d'ascenseurs, ce qui est très rare à Berlin-Est, et les appartements sont particulièrement importants en superficie et en hauteur. Les toits des immeubles offrent une vue incomparable sur Berlin. Grâce à ses colonnes, ses balustrades, ses céramiques, ses jardins et ses lanternes, l’allée est classée depuis 1990 au patrimoine architectural allemand.
Au moment de la réunification allemande, l'artère et les constructions qui la bordent avaient une triste allure car le gouvernement est-allemand n’avait pas réussi à assurer son entretien régulier. À partir de 1993, les « Blocks » d'immeubles furent vendus un à un, notamment à la banque DePfa (de). Grâce à des subventions publiques, l’ensemble architectural de la Karl-Marx-Allee fut entièrement restauré. Depuis 2007, tous les lampadaires ont été rénovés.
Aujourd'hui, la KMA représente un lieu de vie agréable où se reflète l'histoire de Berlin. Près de l'Alexanderplatz, le Café Moskau et le Kino International demeurent des lieux de référence comme le montre le film Good Bye, Lenin!.
La convoitise immobilière est toutefois très forte. La demande de la ville de Berlin de classer cette voie, ainsi que le Hansaviertel, au titre du Patrimoine mondial décerné par l'UNESCO, n'est pas acceptée par la conférence permanente des ministres de l'éducation et des affaires culturelles des Länder.